# Sporobolus congoensis
Sporobolus congoensis är en gräsart som beskrevs av Adrien René Franchet. Sporobolus congoensis ingår i släktet droppgräs, och familjen gräs. Inga underarter finns listade i Catalogue of Life.